# Wallpavillon

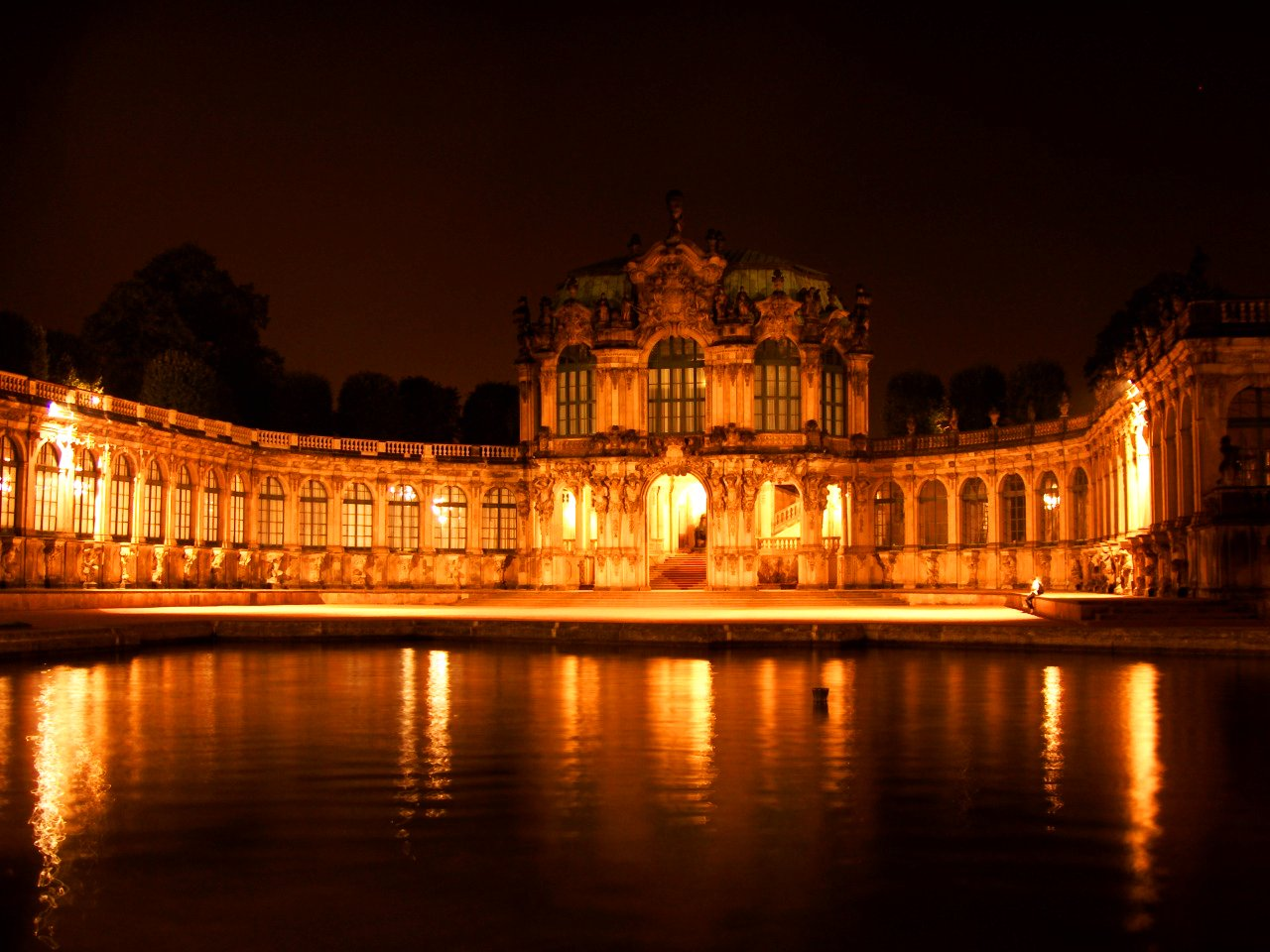
Wallpavillon bei festlicher Beleuchtung

Der Wallpavillon ist der bedeutendste Pavillon des Dresdner Zwingers.

## Beschreibung

### Baugeschichte

#### Ausgangsgrundlage
Anstelle des erbauten Wallpavillons sollte ursprünglich nach einer Skizze Augusts des Starken eine Kaskade erbaut werden. Stattdessen wurde eine große Treppenanlage erbaut, die alle Terrassenebenen erschließen sollte. 1711 erfolgte jedoch der Bau der Bogengalerie, die die Treppe unmittelbar flankierte. Dadurch konnten nicht mehr alle Terrassenebenen von der Treppe aus erreicht werden. Eine 1712 entstandene perspektivische Zeichnung des Zwingerhofes stellt noch diese Treppe innerhalb des Bogenscheitels dar. Die Treppenanlage war vergleichbar mit der Treppenanlage im Garten des Albert'schen Hauses in der Au nächst München, wobei jeder Treppenabsatz der Erschließung eines Terrassenniveaus diente. Ein Medaillenentwurf von J. G. Fritzsche mit einer Darstellung der Orangerie im Zwingergarten von 1711/12 belegen die frühere Treppenanlage im Kontext der sich seit 1711/12 anschließenden Bogengalerien. Bereits der im Juli 1712 dem König vorgelegte Medaillenentwurf zeigt anstelle der Treppenanlage den Pavillon. Noch im Jahre 1719 wusste man noch von dem „gewaltigen Treppenkomplex“, so dass zeitgenössische Berichte Bezug nehmend auf das erste Obergeschoss im Wallpavillon von einem „Saal über der großen Treppe“ sprachen.

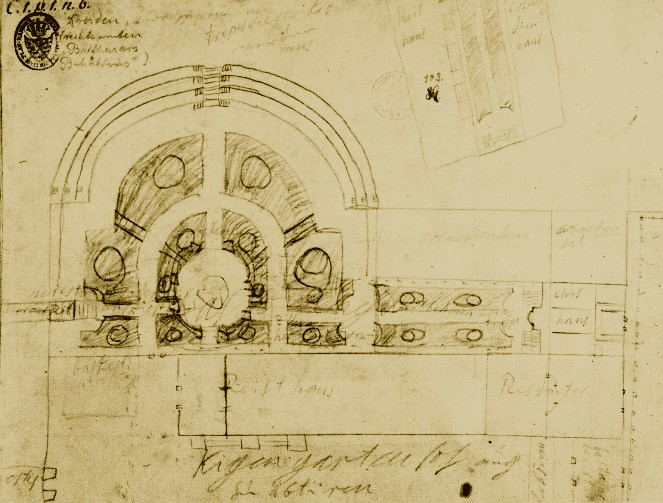
Ausgangsgrundlage: Entwurfszeichnung Augusts des Starken für eine Orangerie aus dem Jahr 1709
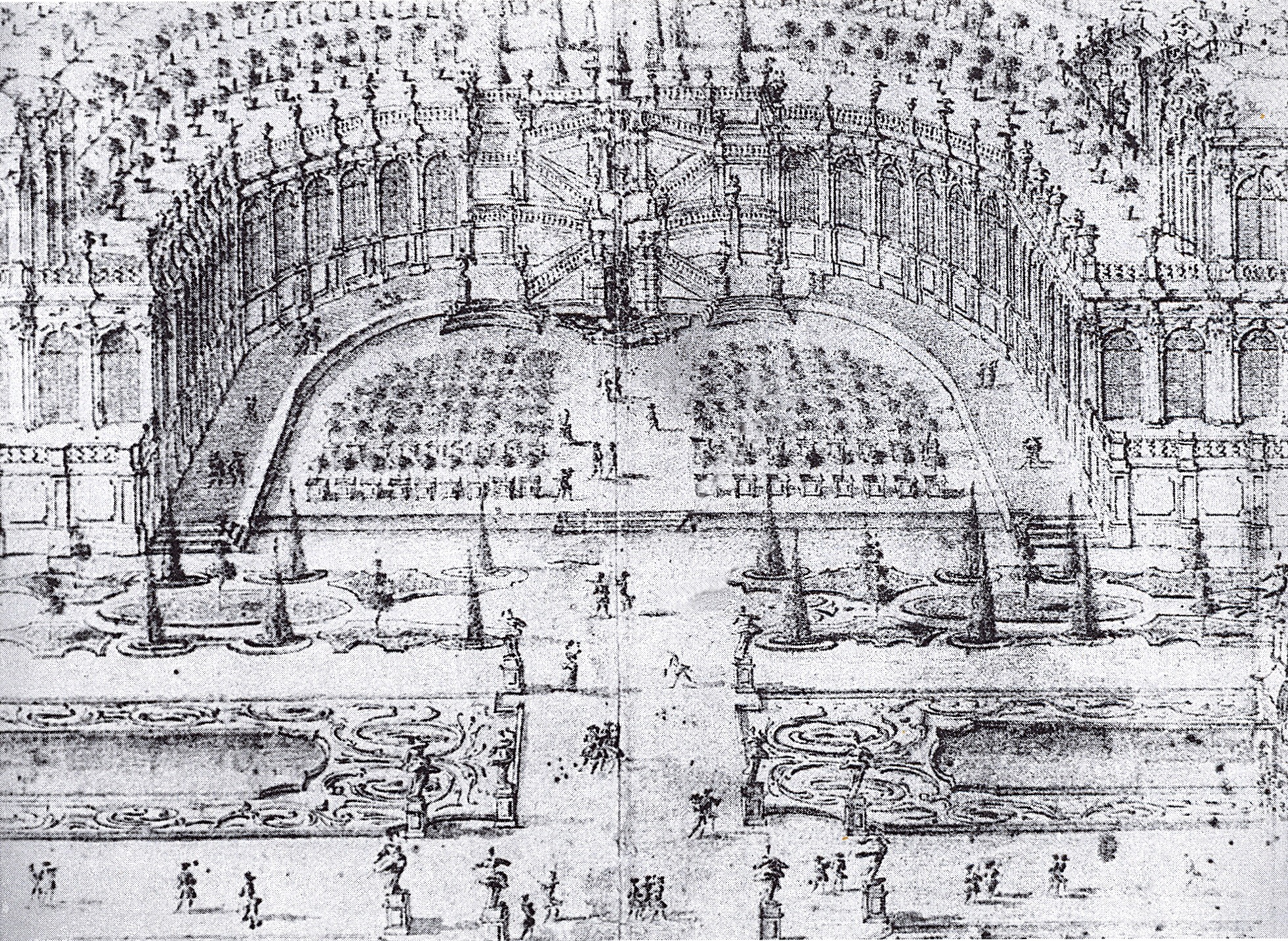
Perspektivische Darstellung eines Entwurfs zur Erweiterung des Zwingergartens. Um 1712. Ausschnitt der Treppenanlage im Bogenscheitel der Arkaden. Feder, laviert. 58 × 141 cm. Ehemals Dresden, Staatsarchiv. Seit 1945 verschollen.
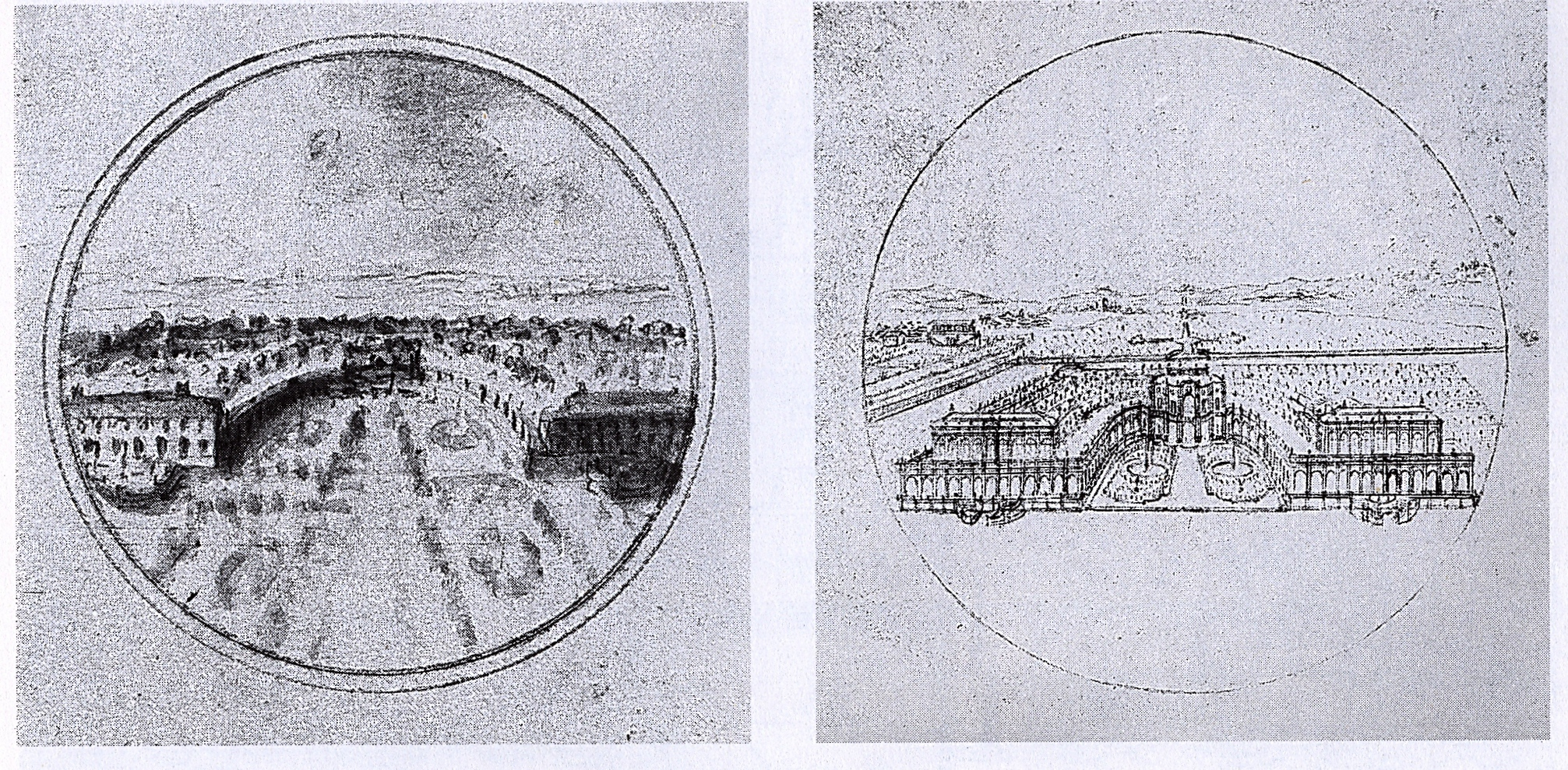
J.G. Fritzsche: Medaillenentwürfe für August den Starken. 1711 und 1712. Links: Darstellung der Treppenanlage, vor dem Bau des Wallpavillons. Rechts: Wallpavillon anstelle der ursprünglichen Treppenanlage.Dresden, Münzkabinett, Archiv.

#### Vorbilder
Vorbilder (laut Michael Kirsten auch Gestaltungsgrundlage) für das Wallpavillon waren Bauten in Wien von Lucas von Hildebrandt. Als Vorbild diente insbesondere das Gartenbelvedere des Palais Schönborn mit seiner geschwungenen, zweigeschossigen Fassade, die wie beim Wallpavillon zwischen zwei Galerien eingebaut wurde. Das Gebäude beweist mit seiner geschwungenen Bauform eine Nähe zu Francesco Borromini. Die Verwandtschaft mit den Bauten des Wiener Hofes war ein Beispiel sowohl für die Konkurrenz als auch für die ideelle Abhängigkeit vom Hause Habsburg.
Stärker ist laut dem Kunsthistoriker Heinrich Gerhard Franz die Verwandtschaft zum böhmischen Barock. So das Stift Břevnov von Christoph Dientzenhofer, die Bauten in Kuks und die Fassade der Klosterkirche in Osek: „Pöppelmann löste [jedoch] jede Grundform durch Bildwerk und plastischen Dekor auf.“

#### Vorentwürfe
Im Jahre 1713 plante man, die Treppenanlage im Scheitel der Orangerie in einem Pavillonbau zu integrieren. Die nach 1710 geschaffenen Entwürfe verdeutlichen, dass dafür die Schauseite des geplanten Schlossneubaus kopiert wurde. Ein erster Vorentwurf zeigt ein fünfachsiges Gebäude. Der Salon wird durch den Übergang zur Säule kräftig hervorgehoben. Die äußeren Achsen werden als Risalite behandelt, die an den Ecken durch gekuppelte Säulen eingefasst werden. Anschließend gehört von dem Paar je ein Glied zur folgenden Achse. Im Obergeschoss stehen Säule neben Pilaster. Nach der Mitte zu geht oben die Folge vom Pilaster zum gekuppelten Säulenpaar über. Dadurch erhöht sich die Reihe der Stützen von 2 zu 2 zu 3. Die Balustrade der Galerie findet ihre Fortsetzung in der Fensterbank. Die Mittelachse öffnet sich in zwei hohen, übereinanderstehenden Bögen. Der untere Bogen ist als Eingang gebaut und reicht fast bis zum Erdboden. An den Seiten befinden sich Treppen, die von den Galerien herabführen. Die oberste Zone zeigt Ovalfenster zu einem Saal im Innern. Die ovalen Fenster zeigen einen muschelartigen Rahmen. Zusammen mit den Konsolen ergeben sie ein breites Schmuckband. Dazu gehören die darunter befindlichen Sprenggiebel der Fensterbekrönungen. Vor dem gerundeten Dach befindet sich ein Giebel. Dieser ist breit und in der Mitte konkav ausgerundet mit einem stumpf endenden Giebel.
Ein zweiter Vorentwurf aus dem Jahre 1713 zeigt ein fünfachsiges Gebäude. Sämtliche untere Öffnungen sind bis zum Sockel herabgeführt. Dadurch erscheint der Bau besser gegliedert. Die Zahl der Säulen und Pilaster ist verringert worden. Daraus ergibt sich im Obergeschoss die Folge von 2 zu 1,5 zu 2,5. Der Rundbogen tritt nur in der Mitte beider Geschosse auf. Die übrigen Öffnungen schließen mit horizontalen Stürzen ab. Von der Wand sind oben in der zweiten und vieren Achse Flächen zu sehen. Die Giebel des zweiten Geschosses sind bewegt, indem sich die Seitenteile aus der Fläche herausdrehen. Zum Absetzen von den Galerien wurde eine schmälere, mit einer Statue ausgesetzten Achse neben dem Salon eingeschoben. Daran erfolgt bereits der Übergang zur Säule. Auf den darüber befindlichen Konsolen befinden sich Göttinnen. Auf dem mittleren Giebelteil befinden sich zwei andere Figuren, die tanzen wollen. Dadurch ergab sich erhöhter, besserer Mittelabschluss. Eine bewegte Figurenplastik befindet sich auch zu Füßen des obersten Rundfensters. Die Plastik stellt Figurenpaare dar, die sitzend Kronen hochheben. Der Portalbogen unten ist abgeflacht und zeigt einen kräftigen Schlussstein mit Kopf und seitlichen Festons. Als Abschluss gibt es eine Balustrade mit Vasen auf dem First.
Ein dritter Vorentwurf aus den Jahren 1713/1714 zeigt ein siebenachsiges Gebäude. Mit diesem Entwurf wurde der Salon an die Rahmenform angeglichen und verleiht diesem eine größere Standfestigkeit. Der Salon sollte nun zusätzlich an die Ecken zu Seiten der gerundeten Höfe gebracht werden. Damit sollte dem Bau ein besserer Halt gegeben werden. Das Problem des Herabführens der Galeriegänge über Treppen nach dem mittleren Portal des Salons, musste Pöppelmann lösen. Dadurch, dass er den Gang horizontal bis zur großen Öffnung weiterführte, milderte Pöppelmann den ungünstigen Eindruck der Treppenschrägen. Die Lösung, die Arkaden fortzusetzen, erscheint und wird im unteren Geschoss durchgeführt. Zu den schmalen oberen Rechteckfenster ergab sich nun eine Dissonanz. Die Säulen bleiben bei diesem Entwurf, werden aber in den Zwischenachsen auf eine beschränkt. Die Attika in der obersten Zone wurde niedriger gestaltet. Dadurch verwandeln sich die Rundfenster in liegende Ellipsen.

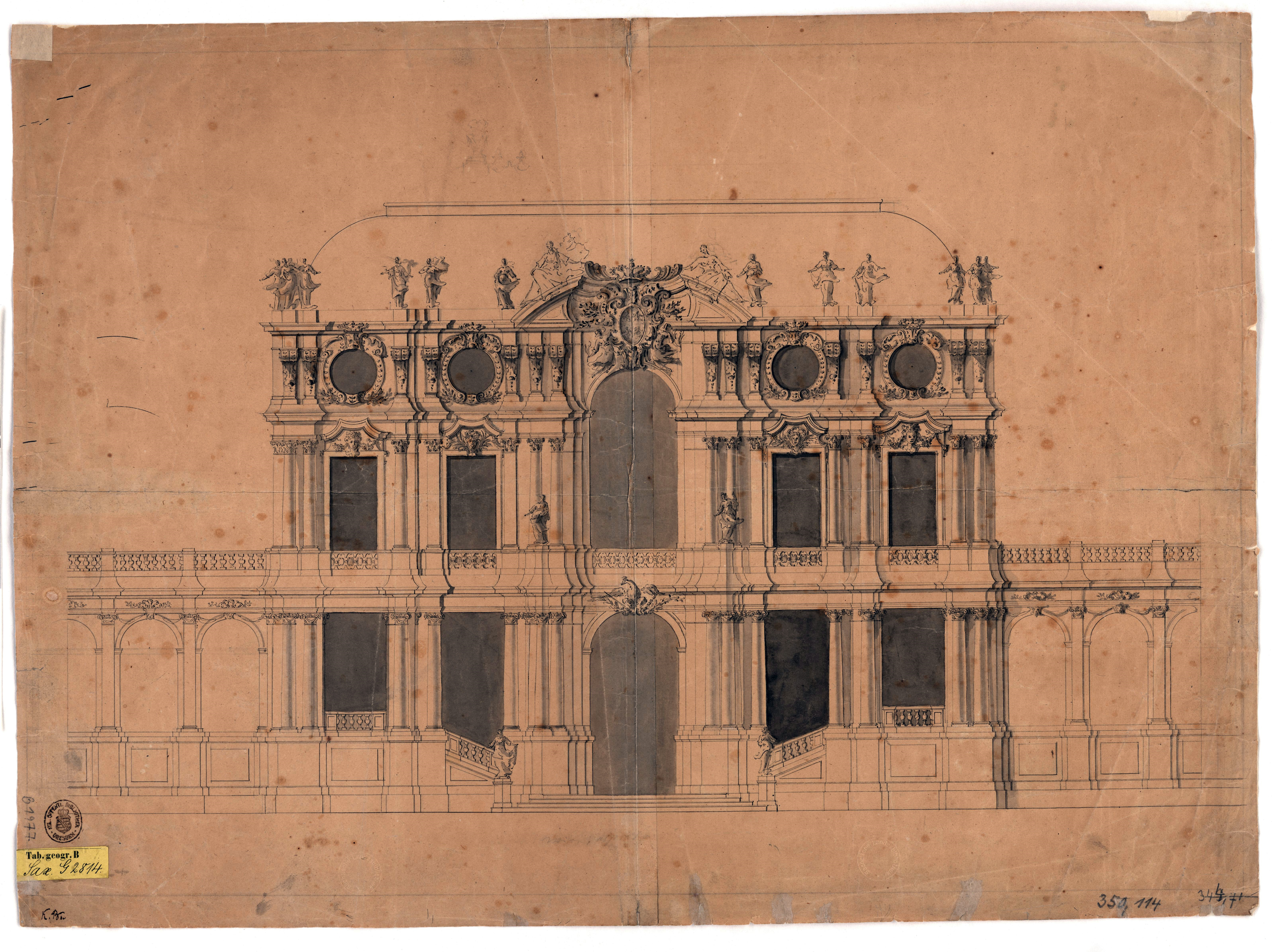
Wallpavillon, Erster Vorentwurf
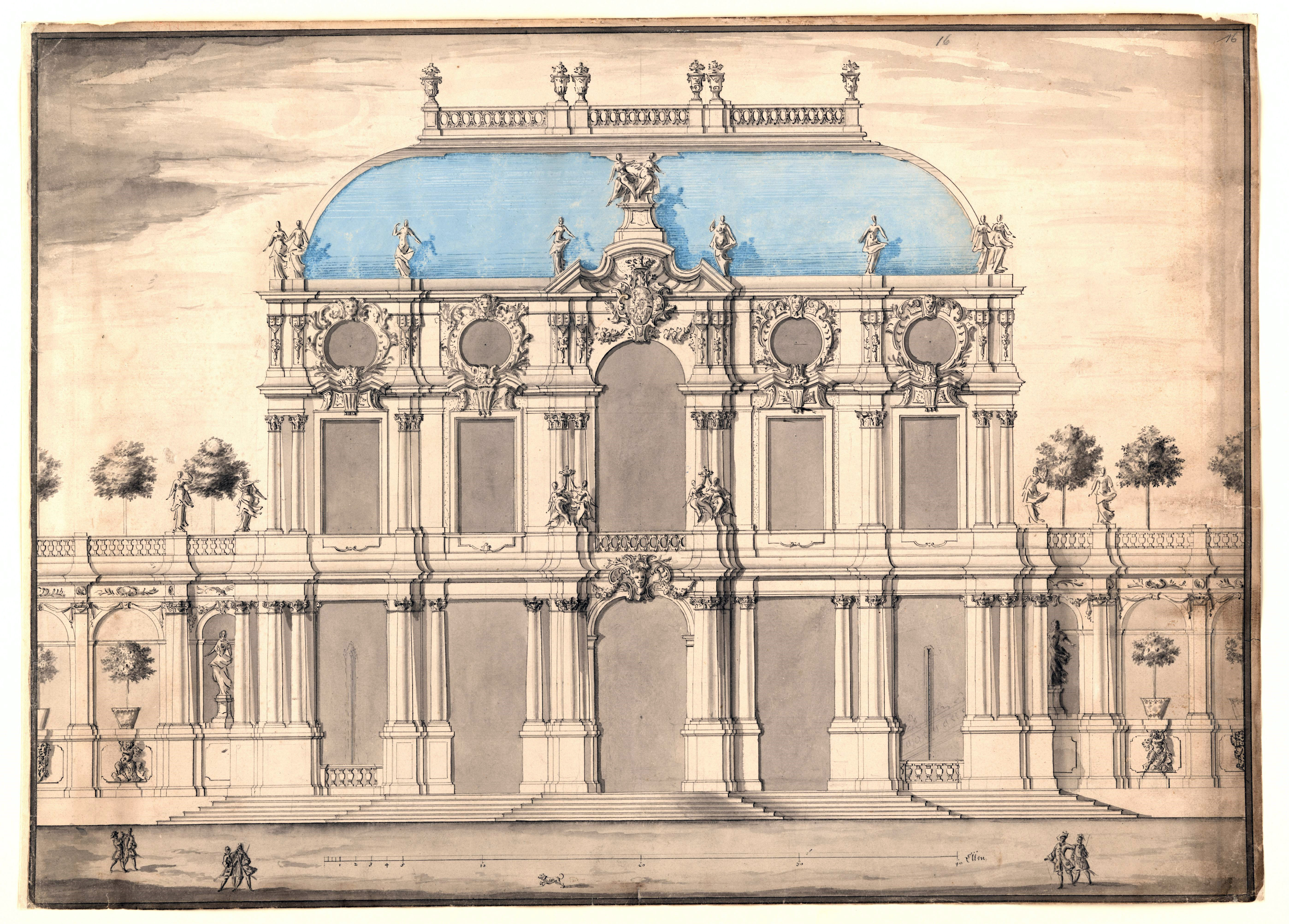
Wallpavillon, Zweiter Vorentwurf
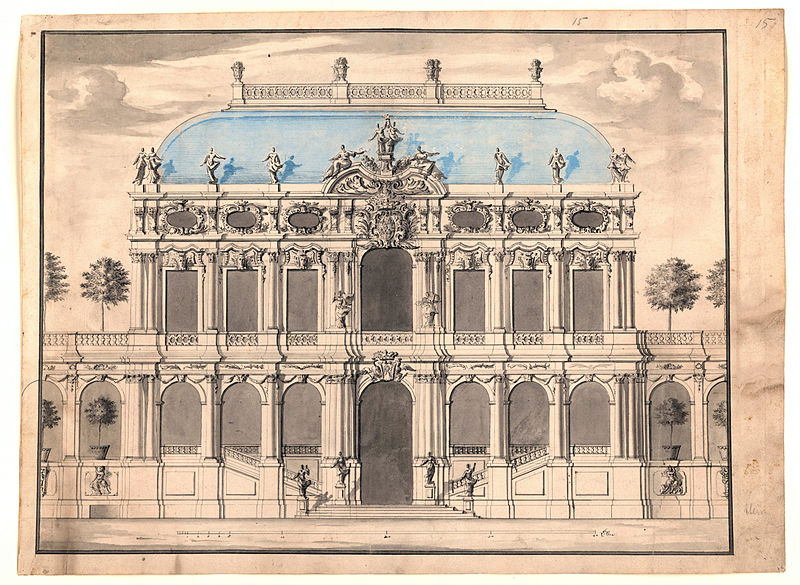
Wallpavillon, Dritter Vorentwurf

#### Errichtung, Zerstörung und Wiederaufbau
Das im Jahre 1715 errichtete Gebäude wurde im Zweiten Weltkrieg durch die Bombenangriffe vom 13. und 14. Februar 1945 schwer beschädigt. Hans Nadler beschrieb es so: „[…] Der Wallpavillon war bis auf die Mauerschäfte, die aus dem Lot geraten waren, zerstört […] .“
In den Tagen unmittelbar nach der Zerstörung sicherte und barg eine kleine Gruppe unter Leitung von Hubert Ermisch wertvolle und erhaltungsfähige Architekturteile und fertigte eine Schadenskartei an. Die erste Schadensaufnahme ergab, dass von 850 Einzelobjekten wie Figuren, Vasen oder einzelnen Schmuckelementen etwa 300 zu restaurieren oder neu zu fertigen waren. In Anbetracht des erneut zu erbringenden Sicherungs- und Restaurierungsaufwandes, der diesmal alle bisherigen Dimensionen überstieg, verfasste Ermisch eine auf den 17. Juni 1945 datierte Denkschrift mit dem Titel Ist die Rettung des Zwingers möglich? Darin gelang ihm, die Hoffnung auf Wiederaufbau in einer Phase der kaum fassbaren Zerstörung im gesamten Dresden zu wecken, wobei er auf die statischen Studien und den darauf erfolgten Einzug von Stahlbetondecken aus der ersten Wirkungszeit der Zwingerbauhütte verwies. Andernfalls wäre nach seiner Einschätzung der Zwinger als ursprünglich labiles Bauwerk wie ein Kartenhaus zusammengefallen.
Am 14. August 1945 fand eine erste Beratung zur Koordinierung des Wiederaufbaus unter Beteiligung wesentlicher Dresdner Amtsträger statt. Die sowjetische Militärverwaltung bewilligte unverzüglich am 18. August die Freigabe von Bauholz und stellte sich damit demonstrativ hinter die Wiederaufbauabsicht der Dresdner. In zwei Kulturbefehlen der Sowjetischen Militäradministration wurden der Schutz und die Wiedererrichtung von Kulturbauwerken angeordnet. Auf dieser Grundlage bewilligte die neu gebildete Sächsische Landesverwaltung im September 1945 erste Haushaltsmittel für den Wiederaufbau des Zwingers.
Da sich viele Menschen für das Gebäude einsetzten, begann bereits 1945 der Wiederaufbau durch die im Herbst jenes Jahres erneut gegründete Zwingerbauhütte unter Leitung des Dresdner Architekten Hubert Georg Ermisch. Zu den ersten Mitwirkenden zählten der Bildhauer Albert Braun, die Architekten Max Zimmermann und Arthur Frenzel und für die Kupferblecharbeiten ein Meister Jagy.
Die eingetretenen Bauschäden waren durch die Einschläge von Bomben und Brandmunition nicht nur erheblich, sondern auch in bisheriger Weise für den Zwinger unbekannt. Beispielsweise war eine Bogengalerie im südwestlichen Zwingerbereich um 22 Zentimeter in der Tiefe verformt. Ihre Herstellung in die ursprüngliche Lage erfolgte durch das Anheben mit Flaschenzügen im Sommer 1947. Eine fast ähnliche Richtungsverformung zeigten die Mauerschäfte im Obergeschoss des Wallpavillons. Hier bediente man sich ebenso der Flaschenzüge und setzte danach einen Stahlbetonringanker in Höhe des Hauptsimses auf.

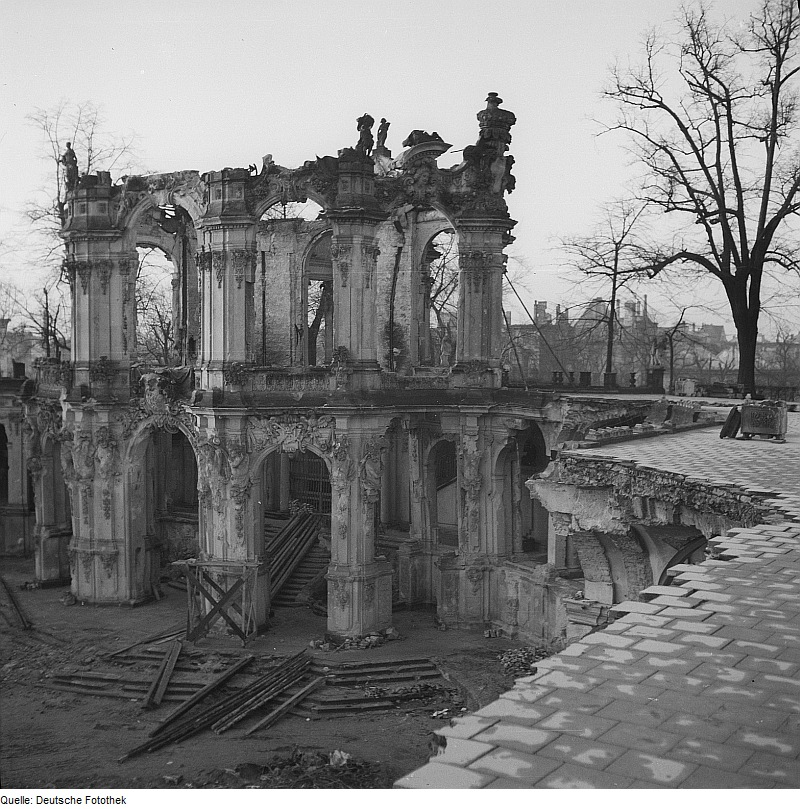
Wallpavillon, zerstört (1945)
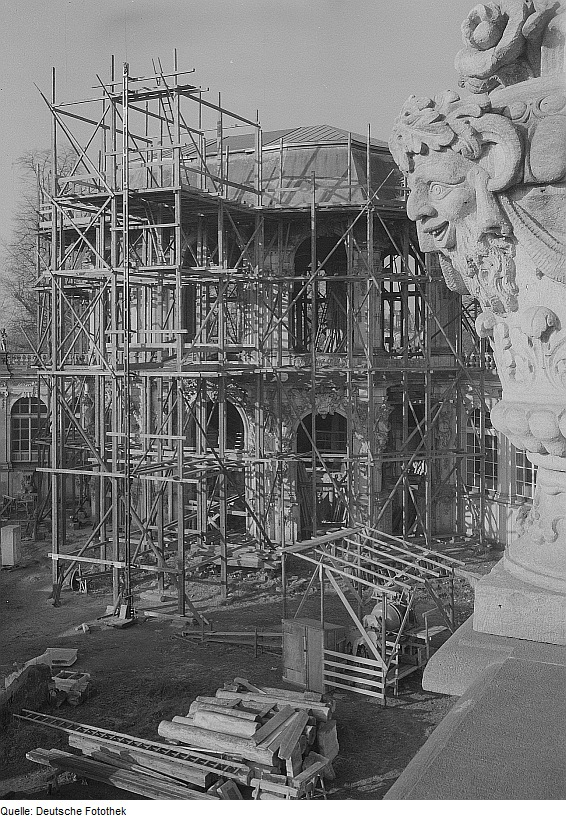
Wallpavillon, Wiederaufbau (1948)

1954 wurden drei Giebel des Wallpavillons fertiggestellt.
Zwischen Herbst 2014 und Dezember 2017 wurde der Wallpavillon restauriert. Der Schwerpunkt lag dabei auf den wertvollen Sandsteinkunstwerken. So konnten unter anderem zwölf Hermen aus der ersten Bauzeit des Zwingers in den Arkadenbögen der Hoffassade restauriert werden. Auch Permosers Herkules Saxonicus wurde behutsam erneuert. Neu geschaffen wurde eine Skulptur der Minerva. Auch die Decke im Saal des Pavillons wurde restauriert. Die Gesamtkosten der Sanierung beliefen sich auf 4,4 Millionen Euro, getragen vom Freistaat Sachsen.

### Baubeschreibung

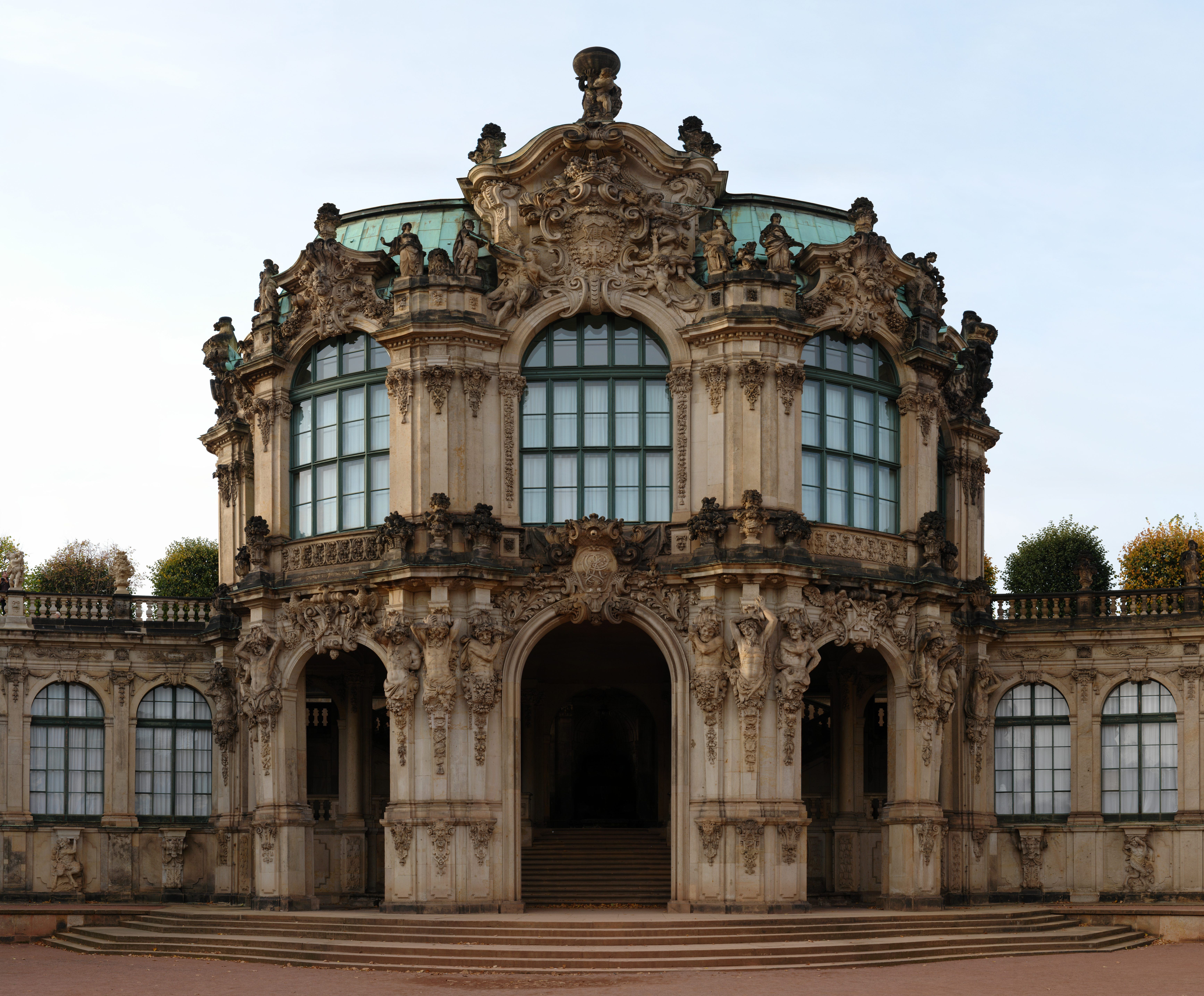
Wallpavillon, ausgeführter Entwurf

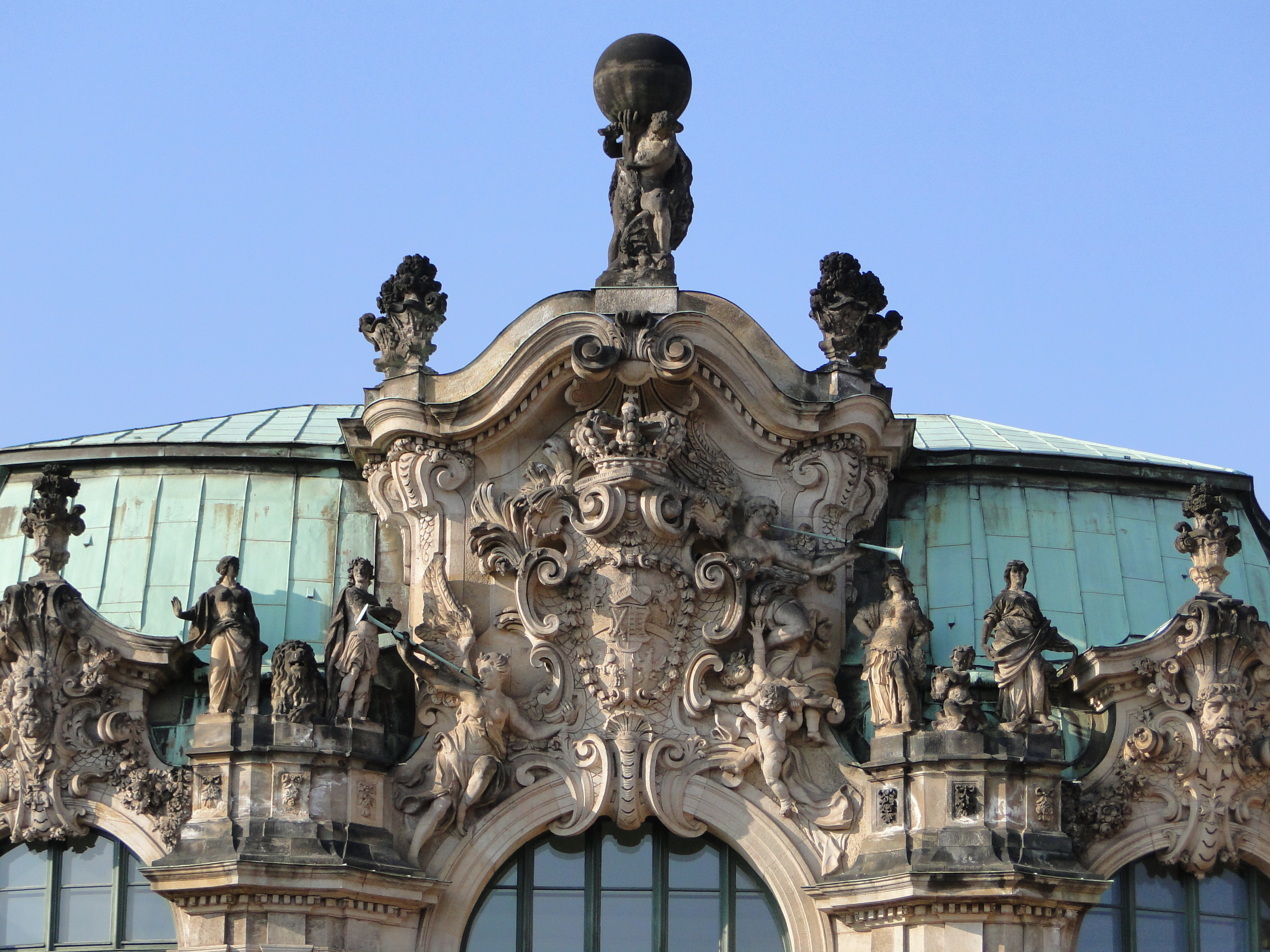
Mittelkartusche, links Venus und die Darstellung Augusts des Starken als Paris mit polnischer Königskrone (Heermann), rechts Minerva und Juno (Heermann), oben: Herkules (Permoser)

#### Baukörper
Der im Jahre 1715 ausgeführte Entwurf zeigt, dass das Arkadensystem auch auf das Obergeschoss durchgeführt wurde. Die Halbsäulen aus den Vorentwürfen werden hier nun endgültig aufgegeben. Das Dach wird nun gebrochen, womit die stumpfe Erscheinung der Dächer aus den Vorentwürfen gelöst wurde. Die rechteckigen Bauten der Vorgängerentwürfe seien „unorganisch und steif“ und sprengten laut Harald Marx auf unorganische Weise die Galeriebauten. Der realisierte konvex wölbende Bau fügt sich jedoch organisch und harmonisch in die sich für den Betrachter konkav darstellende Bogengalerie ein. Der Pavillon hat auch andere organische Tendenzen: Das „Motiv der aufgesprengten Form, des in gegenläufigem Sinne aufgesprengten Giebels kehrt hier im Grundriss wieder und wird als zutiefst organisch empfunden“. Die Verschmelzung von Architektur und Skulptur ist stärker als beim Kronentor.

#### Plastik und Deckenmalerei
Zahlreiche Plastiken bevölkern die Außenansicht des Wallpavillons: Hercules Saxonicus (Permoser), Prinz Paris mit drei Göttinnen (Heermann), Vier Winde (Kirchner) sowie Juno und Jupiter (Thomae). Die Originale befinden sich heute teilweise im Lapidarium. Dabei sind zwei ikonografische Schichten auszumachen.
Die erste Schicht soll das unbändige Naturleben darstellen, verkörpert durch zahlreiche Hermen im Erdgeschoss des Pavillons. So schmücken in der Erdgeschosszone die Satyrhermen die sechs Pfeiler der Eingänge zum Zwingerhof hin; von der Seite zur Mitte hin finden sich erst je eine, dann je zwei und schließlich je drei Figuren. Heermann schuf die nördliche Herme und das nördliche Hermenpaar. Das westliche Hermenpaar im Erdgeschoss könnte von Egell stammen.
Die zweite Schicht soll die Verschmelzung der Welten von griechischer Mythologie und politischem Machtanspruch Augusts des Starken darstellen. So ist ikonographische Mitte Permosers Herkules Saxonicus, der stellvertretend für August den Starken die Weltenkugel trägt, über dem sächsisch-polnischen Wappen. Dies weist auf das Reichsvikariat Augusts des Starken im Jahre 1711 hin: Pöppelmann erklärte diese Absicht im Vorwort seines Kupferstichwerkes, worin er auf die zwölf Taten des Herkules anspielte. Um von Atlas die Äpfel der Hesperiden zu erhalten, musste er kurz das Himmelsgewölbe tragen. Herkules konnte dann das Gewölbe wieder an Atlas zurückgeben. Dieser Mythos galt als Parallele zu der Reichsstattherrschaft Augusts des Starken:

„Bild-Säule theils als eines Ober-Aufsehers..., theils als eines Welt-Unterstützers, wie er die Himmels-Kugel auf seinen Schulter träget, in Abzielung auf die damalige Reichs-Statthalterschaft unserres Heldenmüthigen Königs, in der Höhe über der großen Treppe ausgestellt.“

Es mag auch das Ringen um die Stabilität Polens und die mehr als nur vage Hoffnung auf die Kaiserkrone unausgesprochen mitgespielt haben.
Die Schlusssteinkartusche des mittleren Eingangs umrahmt das Signum A. R. („Augustus Rex“, lat. für „König August“), die Schlusssteine der beidseits nächstliegenden Eingänge tragen Kurschwerter, umgeben von flügelspreizenden Adlern. Die Mittelkartusche am Giebelaufbau zeigt Figuren von Putten und blasenden Viktorien; Stilmerkmale und Aufbau der Figuren werden Kirchner zugeschrieben.
Den Blendgiebel flankiert zur einen Seite der lorbeerbekränzte Paris in Gestalt des jugendlichen August, der statt eines Apfels die polnische Königskrone in der Hand hält; er wendet sich der neben ihm stehenden Venus zu. Auf der anderen Seite stehen die „verschmähten“ Göttinnen Minerva und Juno. Paul Heermann schuf diese zweite zentrale Gruppe auf dem Wallpavillon – Das Urteil des Paris. Paris symbolisiert August den Starken in seiner Jugend und trägt die Krone Polens in seinen Händen. Er wird flankiert von den drei Göttinnen Venus, Juno und Minerva, die ihm die Krone mit ihren Geschenken Liebe, Macht und Weisheit überreichen.
Von Kirchner stammen die Figurengruppen der vier Winde. Diese Doppelfiguren krönen an den vier Ecken des Wallpavillons die Pfeiler des barocken Gebäudes. Über ihnen befindet sich Permosers Herkules mit der Weltkugel, neben ihnen Heermanns Prinz Paris mit der Krone Polens und den drei Göttinnen Venus, Juno und Minerva, die den Ruhm des August verkünden. Die Allegorien der vier Winde bestehen aus folgenden Figurengruppen:
1. Notos, der Südwind, mit Iris, der Götterbotin.
2. Euros, der Ostwind, mit Eos, der Mutter der Winde (beide Figurengruppen befinden sich auf der Hofseite).
3. Zephir, der Westwind, mit Chloris, der Blütenbringerin.
4. Boreas, der Nordwind, mit der von ihm entführten Nymphe Oreithyia (auf der Wallseite).[23] Sie verkünden „den Ruhm des Herkules Saxonikus in alle vier Himmelsrichtungen“.[24]

Paul Egell hat insbesondere am Obergeschoss des Wallpavillons gearbeitet, so schuf er acht Köpfe über den Bogenfenstern als Schlusssteine in den Giebeln: Eine weibliche Figur mit dem Dänischen Elefanten-Orden; eine andere weibliche Figur mit dem Polnischen Adler-Orden; die Figur des jüdischen Weisen Saul und die eines anderen Weisen, des Griechen Solon. Die gekrönten Köpfe Sauls und Solons sind auf den Schlusssteinen der benachbarten Giebel zu finden. Den Mittelgiebel der Vorhalle zur Wallseite hin flankieren Figuren, die Jupiter und Juno darstellen und von Thomae geschaffen wurden.
Im Jahre 1727 erhielt Louis de Silvestre den Auftrag das Deckenfresko Der Triumph der Künste bis 1728 für 4000 Taler im Festsaal des Wallpavillons auszuführen. Im April desselben Jahres schrieb Silvestre, dass er den Entwurf zu dem Gemälde geschaffen hatte, der Entwurf blieb jedoch unausgeführt. In einer kunstwissenschaftlichen Dissertation widmet Harald Marx sich dem geplanten Deckenfresko im Wallpavillon. Marx erwähnt dabei Gustav Otto Müller, der ein Schreiben Silvestres vom 5. April 1729 erwähnt. Dieser Brief wurde später von Roger-Armand Weigert in „seiner schon mehrfach zitierten Arbeit“ veröffentlicht.

#### Brunnen

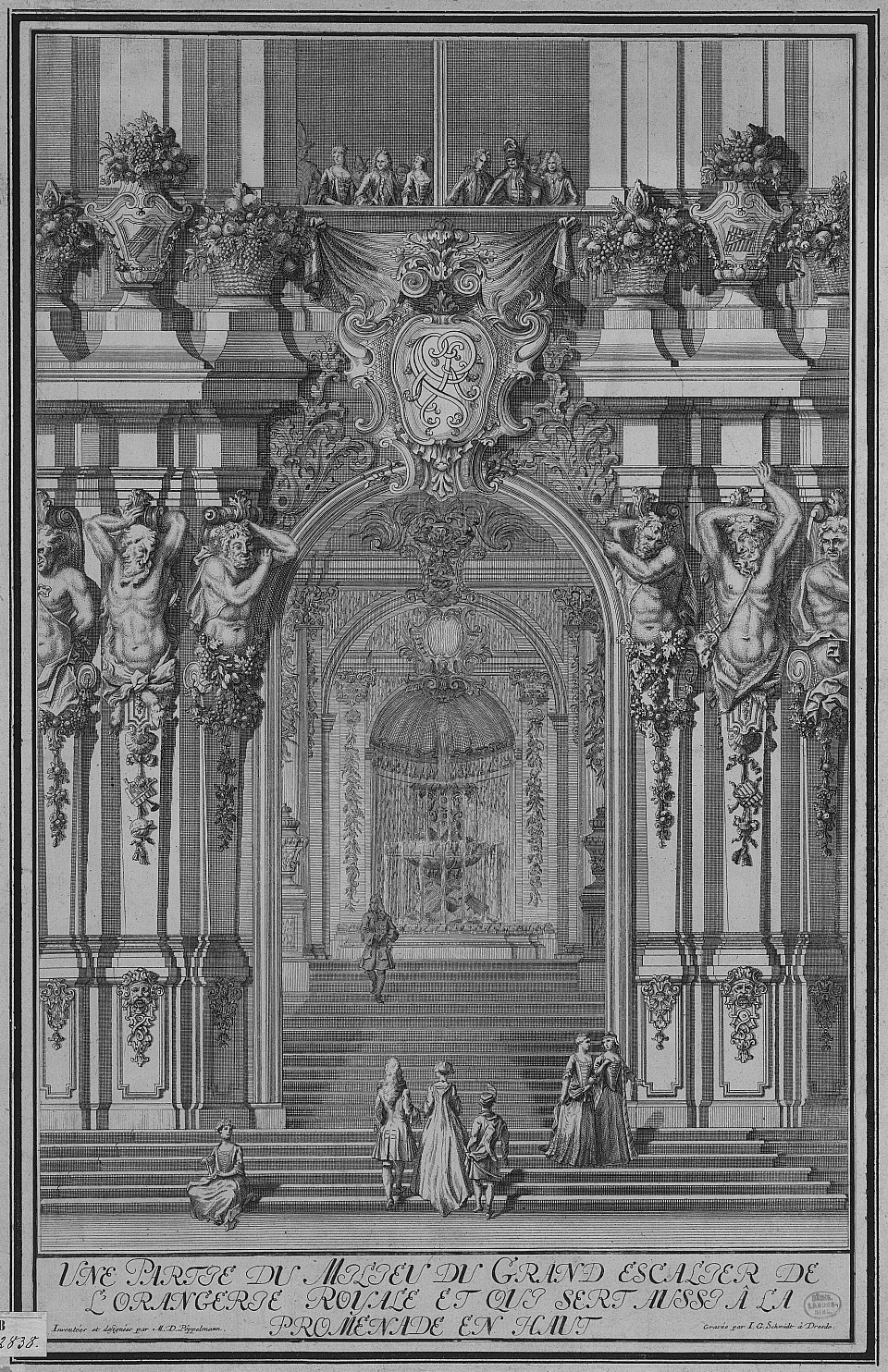
Mittlerer Brunnen 1721

Der Wallpavillon ist eine Verbindung zwischen den beiderseitigen Galerien und zwischen dem Zwingerhof und dem Wall. Auf dem Weg liegen drei Brunnen mit maritimer Optik. Vom Zwingerhof kommend erreicht man nach sechs Stufen eine von zwei Brunnen mit profilierten Becken flankierte Treppe. Am Ende der zweiten Treppe steht ein reich dekorierter Brunnen mit einer Gesamthöhe von 3,5 Metern. Der Brunnen wurde bei den Erneuerungsarbeiten 1780 bis 1790 eingemauert und mit Maschendraht verschlossen. Bis zum Beginn der Restaurierung im Jahr 1925 war die Brunnennische leer und mit Zementmörtel ausgeputzt. Das Maschengitter war noch immer vorhanden. Anhand eines Kupferstichs konnte der Nischenbrunnen unter Verwendung der alten Muschel und einiger Bruchstücke neu entstehen. 1926 erneuerte man auch die Wandplatten der unteren Halle 1926. Beim Rückbau der alten Platten fand man auf deren Rückseite die wenig beschädigte Ornamentik der zwei kleineren Brunnen. Man hatte bei den Erneuerungsarbeiten 1780–1790 auf die Brunnen verzichtet und schuf mit den andersherum eingemauerten Wandplatten eine glatte Fläche und vereinfachte so die Sanierungsarbeiten. Wie jedoch die originalen Wasserspeier ausgesehen haben, konnte auch durch diesen Fund nicht gänzlich aufgeklärt werden. Durch Georg Wrba wurden deshalb zwei neue Wasserspeier angefertigt. Nach Abschluss der Erneuerungsarbeiten durch Ermisch wurde die Wasserversorgung durch die neu entstandenen Bohrbrunnen übernommen. Rechts und links des großen Brunnens teil sich die Treppe im rechten Winkel in zwei Arme.

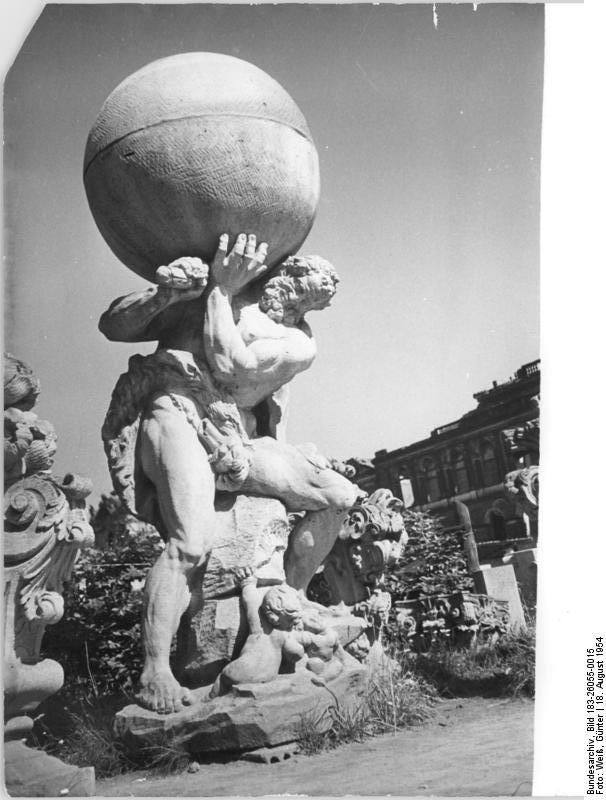
Herkules (Permoser)
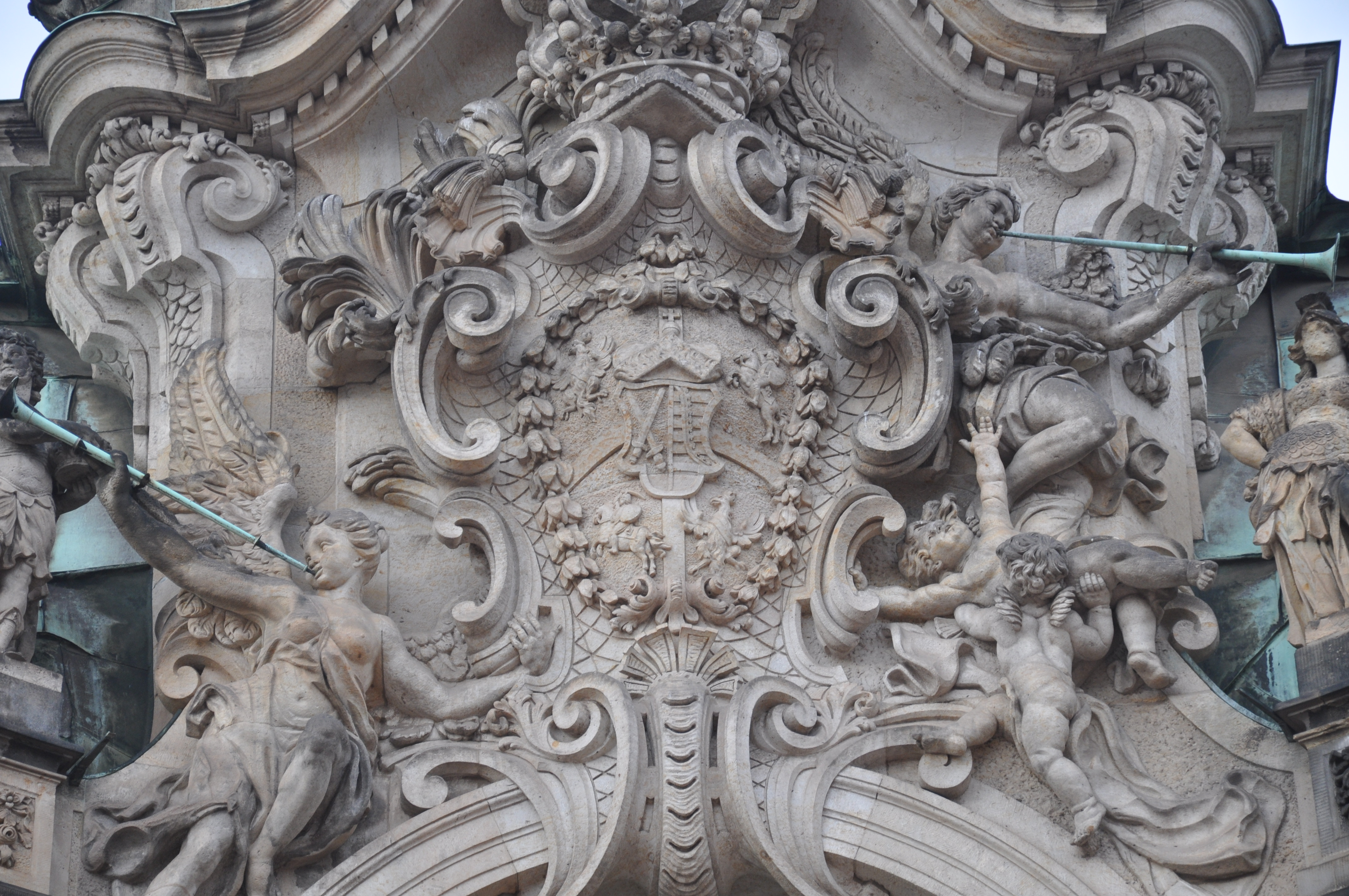
Die Mittelkartusche mit Figuren von Putten und blasenden Viktorien (Kirchner)
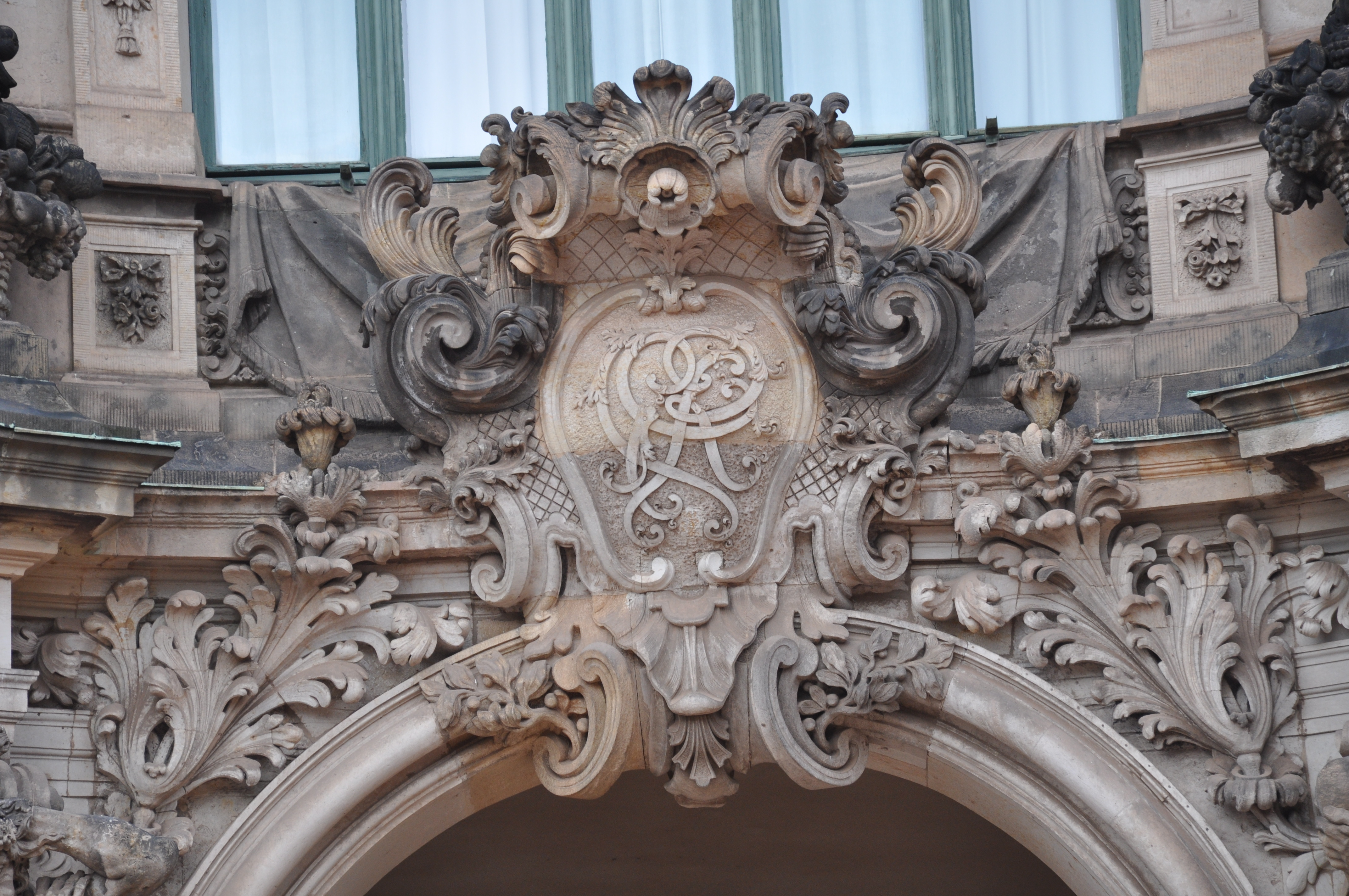
Königliche Insignien (Thomae)
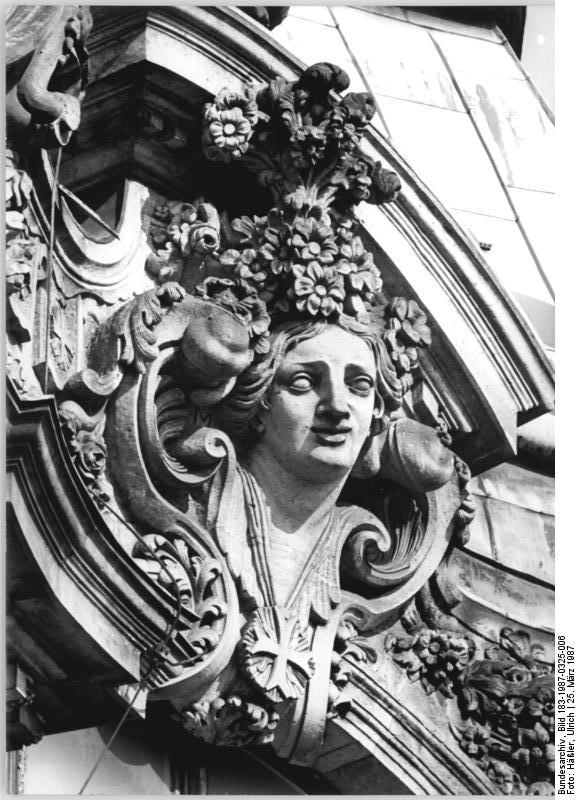
Kopf als Schlussstein im Giebel um 1717/18 (Egell)
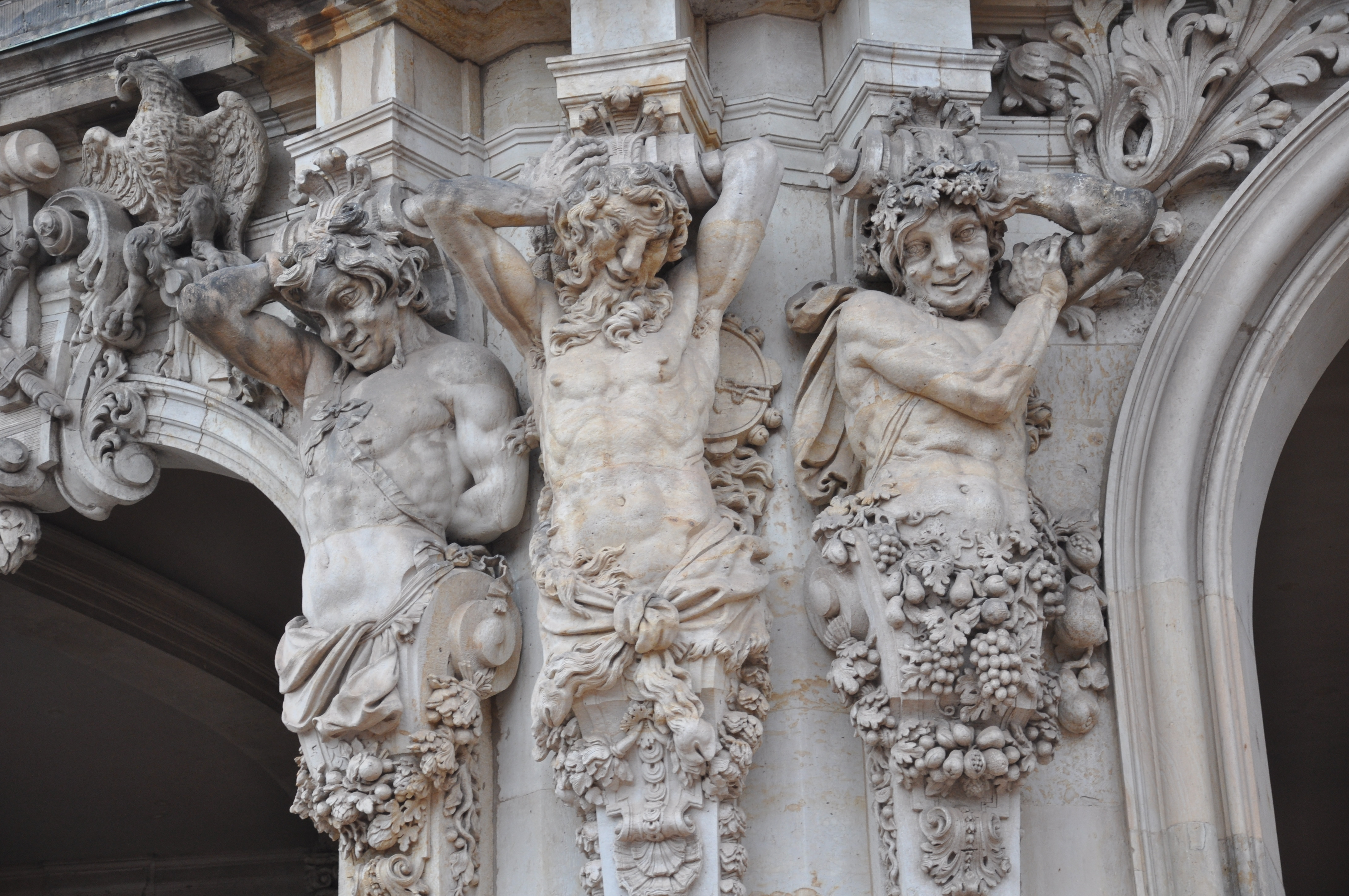
Hermenpaar um 1718 (Permoser)
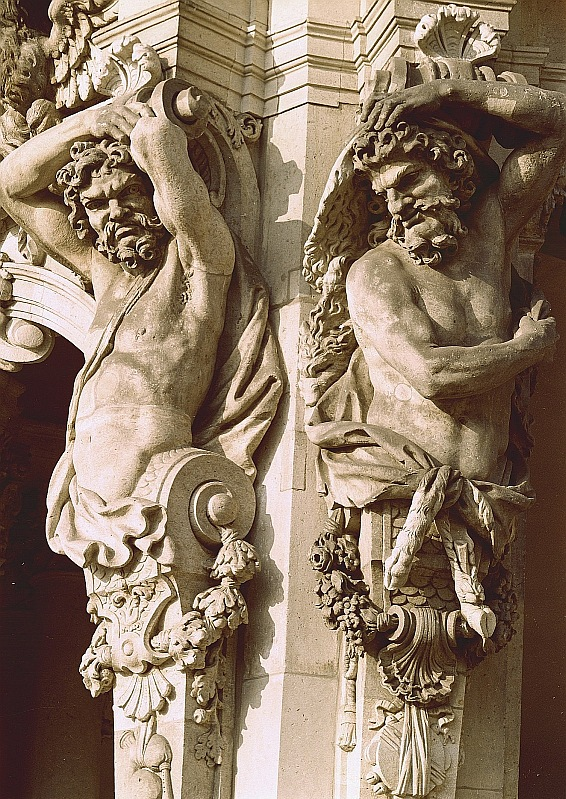
Hermenpaar (Egell)
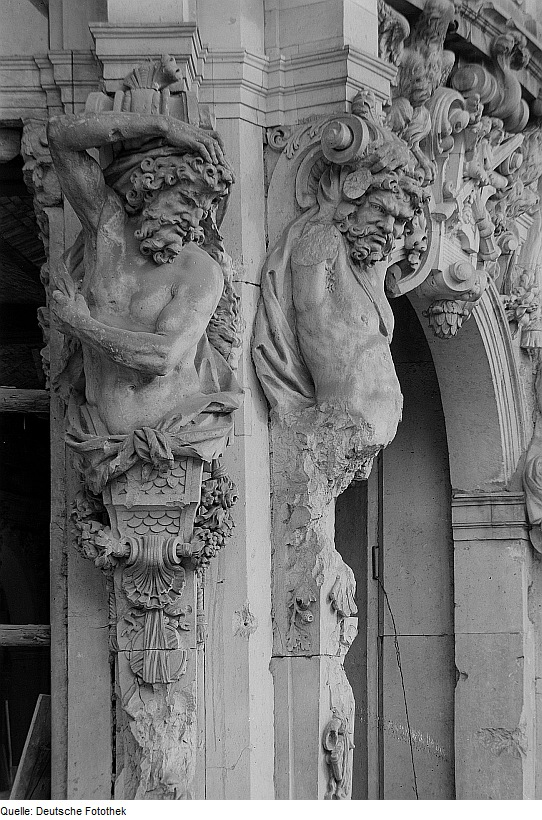
Hermen (Egell)
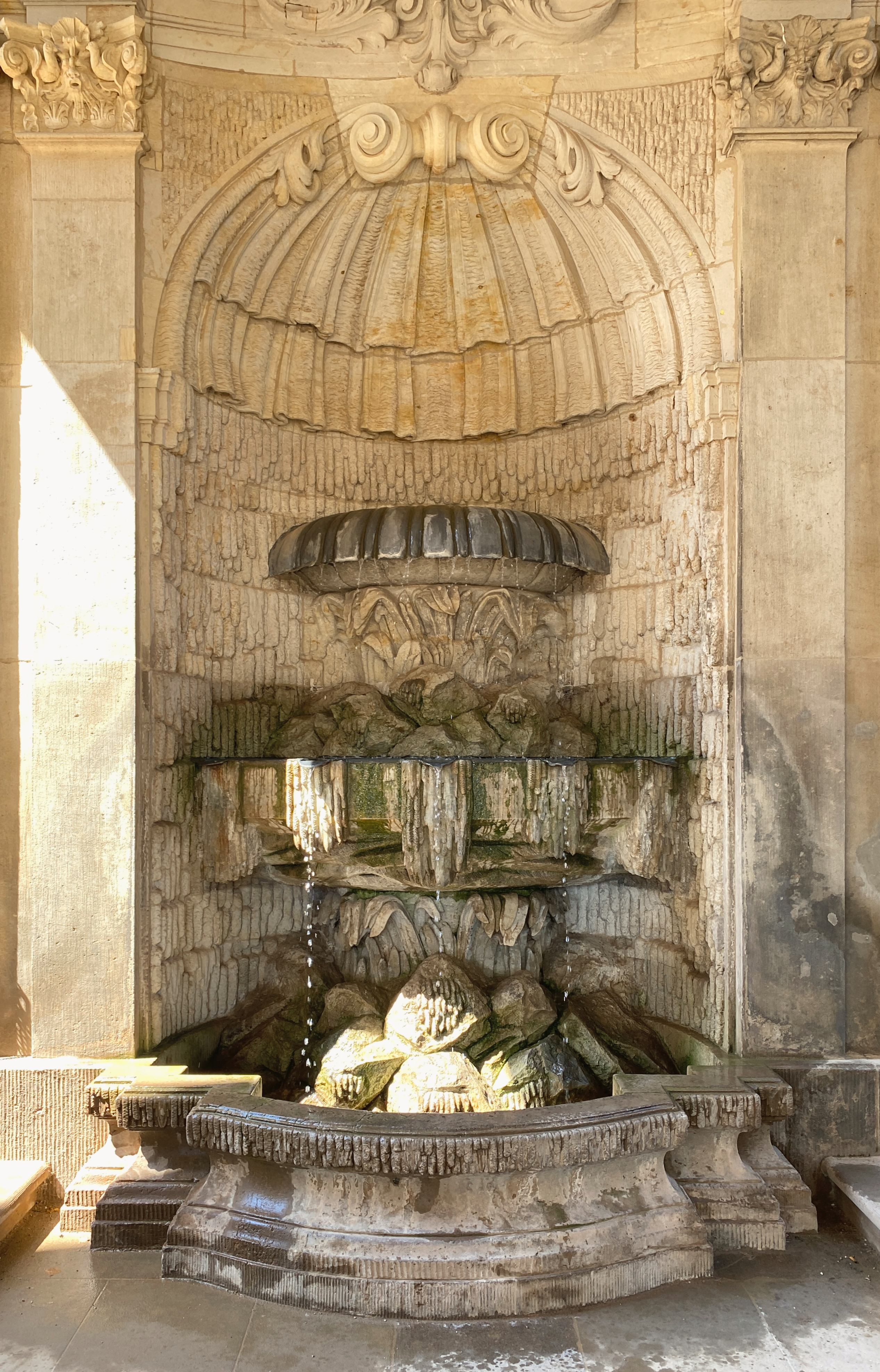
Brunnen im Stiegenhaus des Wallpavillon
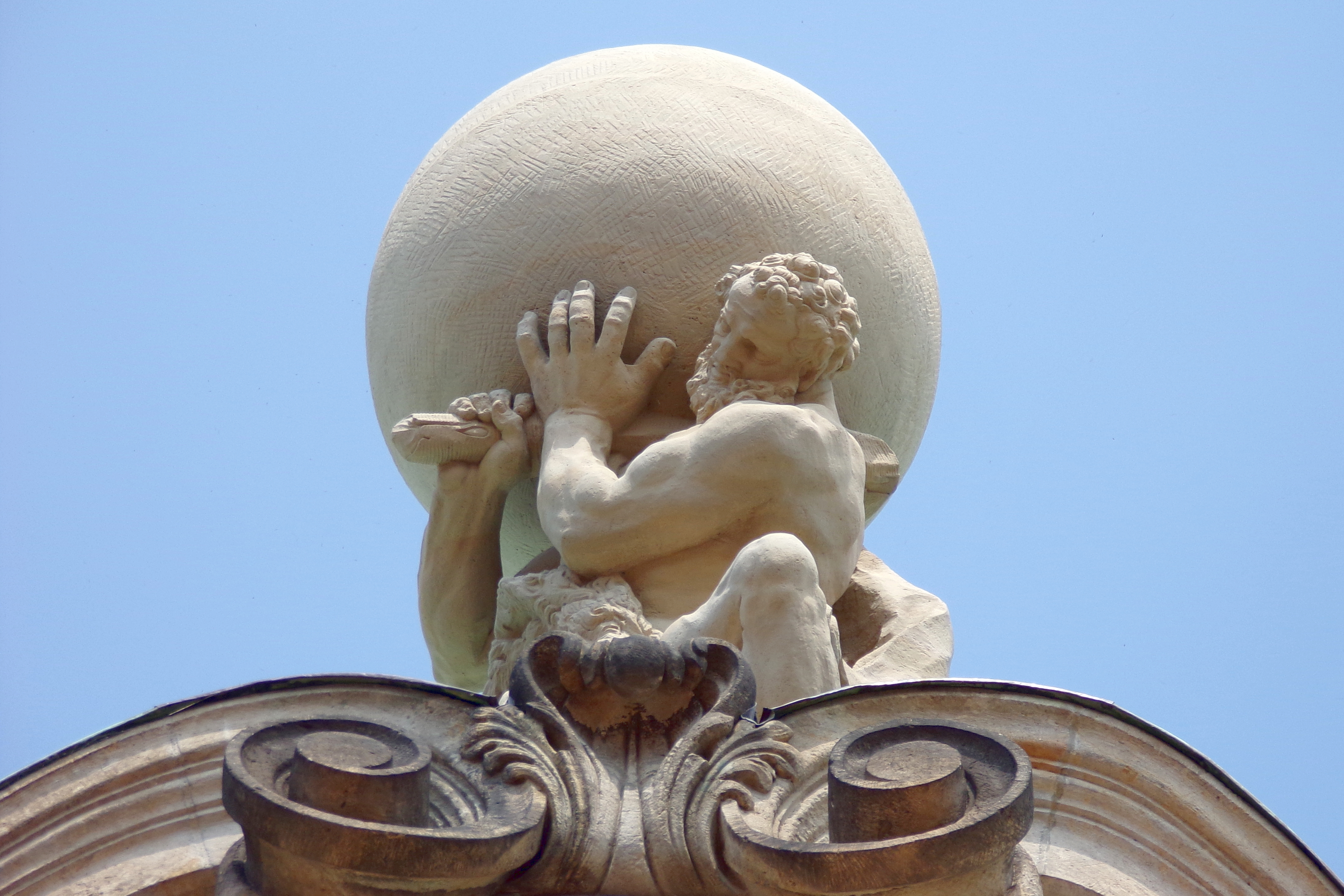
Hercules Saxonicus von Balthasar Permoser (1718)